# Brandon Watson
Pour les articles homonymes, voir Watson.
Brandon Watson est un pilote automobile de stock-car canadien, né le 3 mars 1993 à Stayner, Ontario. Champion 2012 de la série OSCAAR Outlaw Super Late Model à l'âge de 19 ans seulement et à sa première saison complète dans cette série, il est une vedette montante du stock-car ontarien. Il remporte à nouveau le championnat en 2013. Il est le neveu du pilote Glenn Watson, lui-même quadruple champion OSCAAR de 2008 à 2011.
Malgré son jeune âge, il s'est déjà fait remarquer dans quelques séries, notamment dans la CRA JEGS All-Star Tour aux États-Unis en 2010 où il termine septième du championnat en récoltant au passage deux deuxièmes places à Anderson Speedway (en) et Winchester Speedway (en) en Indiana.
Il compte aussi trois top 5 et cinq top 10 en sept départs en Série ACT Castrol.
En 2014, il fait le saut dans l'ARCA CRA Super Series aux États-Unis et termine septième au championnat. En 2015, il participe à la nouvelle série ontarienne APC United Late Model.